# Muv-Luv
Muv-Luv (マブラヴ?, Mabu Ravu) è un franchising giapponese, iniziato con una visual novel sviluppata dalla software house âge, per PC nel 2003.
Sono stati prodotti videogiochi, manga ed anime legati ad esso.

## Trama

### Muv-Luv
La prima parte viene chiamata Muv-Luv Extra, mentre la seconda parte è chiamata Muv-Luv Unlimited.
In Extra, Takeru Shirogane si sveglia una mattina e scopre una bellissima ragazza che dorme nel suo letto, cosa che fa infuriare Sumika Kagami, vicina di casa ed amica di infanzia di Takeru. La giovane sconosciuta, Meiya Mitsurugi, è l'ereditiera di una ricchissima famiglia, e vuole a tutti i costi diventare moglie di Takeru. Con il procedere della storia, le ragazze competeranno continuamente per avere le attenzioni di Takeru, che continua ad avere vaghi ricordi di una promessa di matrimonio fatta molti anni prima. All'inizio, Takeru credeva che quella ragazza fosse Sumika, ma successivamente si ricorderà che in realtà era proprio Meiya. Alla fine, Takeru dovrà scegliere quale delle due ragazze ama davvero.

### Muv-Luv Alternative
In Muv-Luv Alternative, Takeru si sveglia tre anni dopo la fine di Unlimited e si ritrova nuovamente nella propria stanza. Benché il giovane pensi che tutto ciò che è accaduto fosse solo un sogno, presto inizia a rendersi conto che c'è qualcosa che non va, e quindi esce di casa e si rende contro di essere tornato indietro nel tempo, proprio all'inizio degli eventi di Unlimited. Riluttante ad accettare nuovamente quanto accaduto alla fine di Unlimited, Takeru decide di aiutare la professoressa Kouzuki a salvare la Terra e l'umanità.

## Modalità di gioco
Come di consueto per questo genere di il gameplay in Muv-Luv richiede pochissima interazione da parte del giocatore, dato che la maggior parte del tempo lo si passa a leggere il testo che compare nella parte inferiore dello schermo e che rappresenta i dialoghi fra i personaggi della storia, o i pensieri del protagonista. Di tanto in tanto, il giocatore giunge ad un "punto decisionale", dove gli vien data la possibilità di effettuare una scelta fra più opzioni. Il tempo che trascorre fra questi punti decisionali è variabile e può essere un minuto o molto di più. Nei punti decisionali il gioco si ferma in attesa della scelta del giocatore, e la storia prosegue, a seconda dalla scelta fatta, in una specifica direzione. Esistono numerose linee narrative che il giocatore può esplorare a seconda delle scelte fatte, ed esistono venti possibili finali, ognuno legato ad una delle eroine della storia. Per poter percorrere tutte le linee narrative, il giocatore dovrà rigiocare daccapo l'intero gioco. Il gioco può terminare prematuramente, se il giocatore compie delle scelte sbagliate. In questi casi, il giocatore ricomincerà da un precedente punto di salvataggio ed avrà la possibilità di compiere scelte differenti.
Muv-Luv è diviso in due segmenti, o story arcs - Extra ed Unlimited - che servono come fasi differenti nella storia complessiva. All'inizio del gioco, è disponibile soltanto il segmento Extra, ma una volta che il giocatore ha completato gli scenari disponibili in Extra, Unlimited viene reso accessibile.

## Distribuzione
Il videogioco Muv-Luv è stato pubblicato il 28 febbraio 2003 per Windows su CD-ROM e ripubblicato su DVD-ROM il 30 aprile 2004. Originariamente si trattava di una visual novel erotica, divisa in due parti: Muv-Luv Extra (マブラヴ エクストラ?) e Muv-Luv Unlimited (マブラヴ アンリミテッド?). Un fandisc, intitolato Muv-Luv Supplement contenente numerosi storie brevi, sfondi per Windows, brevi clip audio ed un trailer del sequel Muv-Luv Alternative. Il DVD in edizione limitata è stato pubblicato il 17 dicembre 2004 mentre l'edizione regolare è stata pubblicata il 24 dicembre.
La versione in DVD del sequel, Muv-Luv Alternative è stata pubblicata il 24 febbraio 2006 mentre la versione CD il 3 marzo 2006. Un fandisc, intitolato Muv-Luv Altered Fable, è stato pubblicato il 31 agosto 2007, e contiene una versione alternativa dell'arco narrativo Extra di Muv-Luv, insieme ad un drama audio, sfondi per il desktop, e la breve storia Muv-Luv Alternative: Total Eclipse.
Versioni per tutte le età di Muv-Luv e Muv-Luv Alternative, senza cioè i contenuti per adulti, sono state pubblicate contemporaneamente il 22 settembre 2006. Nel 2011, entrambi i giochi sono stati convertiti per Xbox 360 dalla 5pb. e pubblicati il 27 ottobre 2011.

## Media derivati

### Manga
Sono stati pubblicati tre adattamenti manga di Muv-Luv e del suo sequel Muv-Luv Alternative, tutti serializzati dalla MediaWorks, ed in seguito dalla rivista Dengeki Daioh della ASCII Media Works. 
Il primo adattamento, intitolato Muv-Luv, è scritto ed illustrato da Ukyō Takao ed è basato sugli eventi della parte Extra del primo gioco. La serie è stata raccolta e ripubblicata in tre volumi dalla MediaWorks. La seconda serie è Muv-Luv Unlimited ed è basata sugli eventi della parte Unlimited del primo gioco. Il manga è andato avanti per quattro volumi, scritto ed illustrato da Tomo Hiryokawa. La terza serie, Muv-Luv Alternative, è scritta ed illustrata da Azusa Maxima ed è basato sul secondo gioco omonimo. Ha iniziato ad essere serializzato dal numero di febbraio 2007 della rivista Dengeki Daioh, ed al febbraio 2012, sono stati pubblicati sette volumi. Anche la serie di light novel intitolata Muv-Luv Alternative: Total Eclipse è stata adattata in un manga di Kouki Yoshimune illustrato da Takashi Ishigaki, raccolto in tre volumi.

### Anime
Muv-Luv Alternative: Total Eclipse (マブラヴ オルタネイティヴ トータル・イクリプス?) è una serie televisiva anime di 24 episodi dello studio Satelight, tratta dall'omonimo manga.
La serie è attualmente inedita in Italia.

#### Doppiaggio
- Daisuke Ono: Yūya Bridges
- Mai Nakahara: Yui Takamura
- Atsushi Ono: Edge Sandaku
- Ayami: Lida Canales
- Eizou Tsuda: Frank Heinemann
- Hitomi Nabatame: Cryska Barchenowa
- Kaori Ishihara: Tsui Yifei
- Kenji Hamada: Valerio Giacosa
- Mamiko Noto: Inia Sestina
- Natsumi Takamori: Phoebe Theodorakis
- Rie Tanaka: Sharon Imes
- Rikiya Koyama: Ibrahim Dahl
- Sakura Nogawa: Tarisa Manandal
- Sayaka Ōhara: Stella Bremer
- Takako Honda: Ficatia Ratorowa
- Tomokazu Sugita: Vincent Lowell
- Wataru Hatano: Leon Kuze
- Yōko Hikasa: Niram Lawanunando

#### Episodi
Sono stati prodotti in tutto 24 episodi e trasmessi prevalentemente a cadenza settimanale, dal 2 luglio al 23 dicembre 2012.
| Nº | Titolo italiano Giapponese 「Kanji」 - Rōmaji                                       | In onda           | In onda |
| Nº | Titolo italiano Giapponese 「Kanji」 - Rōmaji                                       | Giapponese        |         |
| 1  | Capitale in fiamme (prima parte) 「帝都燃ゆ (前編」 - Teito Moyu (zenpen)           | 2 luglio 2012     |         |
| 2  | Capitale in fiamme (seconda parte) 「帝都燃ゆ (後編)」 - Teito Moyu (kōhen)         | 9 luglio 2012     |         |
| 3  | L'inesperto Yukon 「錚々たるユーコン」 - Sōsōtaru yūkon                             | 16 luglio 2012    |         |
| 4  | Un cumulo di fosche nuvole 「朧月の群れ」 - Oborodzuki no mure                      | 23 luglio 2012    |         |
| 5  | Il giusto atteggiamento 「正しき資質」 - Tadashiki shishitsu                        | 30 luglio 2012    |         |
| 6  | Oltremare 「群青」 - Gunjō                                                          | 6 agosto 2012     |         |
| 7  | La posizione dei naufraghi 「漂泊の行方」 - Hyōhaku no yukue                        | 13 agosto 2012    |         |
| 8  | Fronte di combattimento dell'estremo Est 「極東戦線」 - Kyokutō sensen              | 20 agosto 2012    |         |
| 9  | Lacrime 「落涙」 - Rakurui                                                          | 27 agosto 2012    |         |
| 10 | Premonizione 「予兆」 - Yochō                                                       | 3 settembre 2012  |         |
| 11 | Offensiva BETA 「BETA進撃」 - BETA Shingeki                                         | 10 settembre 2012 |         |
| 12 | La fine di una battaglia mortale 「死闘の果て」 - Shitō no hate                     | 17 settembre 2012 |         |
| 13 | Il prezzo di una scelta 「選択の対価」 - Sentaku no taika                           | 24 settembre 2012 |         |
| 14 | L'onore di un Eishi 「衛士の一分」 - Eji no ichibun                                 | 30 settembre 2012 |         |
| 15 | Una croce da portare 「追い縋る十字架」 - Oisugaru jūjika                           | 14 ottobre 2012   |         |
| 16 | Una fiamma impallidita 「蒼ざめた焔」 - Aozameta homura                             | 21 ottobre 2012   |         |
| 17 | Un ricordo oscuro 「仄暗き追憶」 - Honoguraki tsuioku                               | 28 ottobre 2012   |         |
| 18 | Un suono d'ali spiegate 「歪みの羽音」 - Yugami no haoto                            | 4 novembre 2012   |         |
| 19 | Verde intenso 「深緑」 - Fukamidori                                                 | 11 novembre 2012  |         |
| 20 | Il mondo mostra le zanne 「牙を剥く世界」 - Kiba o muku sekai                       | 25 novembre 2012  |         |
| 21 | Si apre il futuro 「裂ける未来」 - Sakeru mirai                                     | 2 dicembre 2012   |         |
| 22 | Vendetta senza macchia 「汚れ無き報復」 - Kegare naki hōfuku                        | 9 dicembre 2012   |         |
| 23 | Il canto di vittoria dei morti 「屍せる者たちの凱歌」 - Shiseru-mono-tachi no gaika | 16 dicembre 2012  |         |
| 24 | Una bianca oscurità 「白い闇」 - Shiroi yami                                        | 23 dicembre 2012  |         |

## Colonna sonora

### Videogioco
Sigle di apertura
- Muv-Luv (マブラヴ?) cantata da Minami Kuribayashi (versione PC)
- divergence cantata da Minami Kuribayashi (versione "All-ages", segmento Extra)
- -sion- (紫音-sion-?) cantata da Masami Okui (versione "All-ages", segmento Unlimited)

Sigle di chiusura
- I Will cantata da Minami Kuribayashi (versione PC, segmento Extra)
- Harukanaru Furusato no Uta (遥かなる地球の歌?) cantata da Minami Kuribayashi (versione PC, segmento Unlimited)
- Kizu wa Kaseki ni Narenai Keredo (傷は化石にならないけれど?) cantata da Aki Misato (versione "All-ages")
- Astraea cantata da Miyuki Hashimoto (versione "All-ages")
- Little More (リトル・モア?) cantata da CooRie (versione "All-ages")

### Anime
Sigla di apertura
- Go to the top cantata da Koda Kumi

Sigla di chiusura
- signs ~Saku Tsukiichi Yoru~ (signs ～朔月一夜～?) cantata da Minami Kuribayashi